# Tirolo (comune)
Tirolo (Tirol in tedesco) è un comune italiano di 2 480 abitanti della provincia autonoma di Bolzano in Trentino-Alto Adige. Chiamato anche Dorf Tirol per distinguerlo dalla regione geografica del Tirolo a cui ha dato il nome, è situato nei pressi di Merano. Appartiene al comprensorio del Burgraviato e sorge nel cuore del parco naturale Gruppo di Tessa (in tedesco: Naturpark Texelgruppe).

## Geografia fisica
Nel territorio comunale di Tirolo rientrano i 33.000 ettari di parco naturale del Gruppo di Tessa (Texelgruppe), 400 ettari di frutteti e 60 ettari di vigneti. Il paese gode di un clima mite e mediterraneo che favorisce una vegetazione rigogliosa dal fondovalle alla terrazza del Monte San Benedetto (Segenbühel) a 600 metri di altitudine, fino alla valle dei 9 laghetti di Sopranes (Spronser Seen) a 2.500 metri.
Da Tirolo partono 70 km di sentieri, dai 300 ai 3.000 metri s.l.m. 7 km, mentre ci sono ben 170 km di percorsi che si sviluppano lungo i Waalwege, gli antichi canali di irrigazione.

## Origini del nome
Il nome del paese (non del casato o castello, più antichi) è citato per la prima volta nel 1158 come vicus Tyrâl e poi nel 1191 come Tyrol. Dal 1335 è attestata la forma Tirol. L'etimo di base è quello indoeuropeo di *tir (che corrisponde a "terra" in latino) e si riferisce alla sfera della proprietà terriera.

## Storia

### Origine
Noto soprattutto per avere dato il nome alla regione del Tirolo, sul suo territorio sorge l'omonimo castello (Castel Tirolo, in tedesco Schloss Tirol), attualmente sede del "Museo storico-culturale della provincia di Bolzano" e con una pregiata cappella romanica, con interessanti affreschi e portale scolpito.
Nel 1027 l'imperatore Corrado II il Salico, di ritorno in Germania, conferì al vescovo di Trento, Udalrico II, i diritti comitali anche sulla valle dell'Adige, compresa la zona di Bolzano.
I vescovi di Trento e di Sabiona-Bressanone ebbero pertanto, per mano imperiale, il primo la signoria sui territori - approssimativamente - dell'attuale Trentino e della provincia di Bolzano fino a tale città e a parte della Val Venosta ed il secondo sul resto della provincia di Bolzano, verso nord, su parte del Bellunese e sulla regione di Innsbruck nell'attuale Austria.
In questo modo gli imperatori del Sacro Romano Impero - che venivano incoronati tradizionalmente dal papa a Roma - avevano la garanzia della sicurezza del passaggio alpino: infatti i vescovi erano meno soggetti a pressioni dinastiche e la loro fedeltà era maggiore.
Dopo alcuni secoli di splendore dei principati vescovili, il potere temporale dei due vescovi si era indebolito ed altre categorie di potenti ne insidiavano la posizione.
In particolare durante il XIII secolo una famiglia di nobili, che prendevano il nome dal castello di Tirolo e che erano stati investiti dal vescovo di Trento - e similmente anche da quello di Bressanone - dell'avvocazia, in sostanza della rappresentanza vescovile nell'amministrazione, avevano trovato i modi per approfittare di tale incarico fiduciario, appropriandosi delle prerogative comitali dei vescovi.
La famiglia dei conti di Tirolo, prima con Alberto III e poi, nella seconda metà del secolo, con il conte Mainardo II di Tirolo, era riuscita a riunire sotto la propria signoria - solo formalmente rimasta in capo ai vescovi - sostanzialmente tutto il territorio del Tirolo storico (comprendente, oltre al Tirolo austriaco, anche l'Alto Adige-Südtirol ed il Trentino).
Da tale momento la regione, già chiamata anche nei documenti Land im Gebirge (ovvero "paese fra i monti"), si chiamerà Tirolo o contea del Tirolo (Grafschaft Tirol).
Come curiosità va inoltre ricordato che anche Dante Alighieri cita il Tirolo nella Divina commedia come "Tiralli": "Suso in Italia bella giace un laco, a piè de l'Alpe che serra Lamagna sovra Tiralli, c'ha nome Benaco" (Inferno, XX, 61-63), indicando autorevolmente nel Tirolo la zona di confine e di cerniera fra la Germania e l'Italia intese come grandi regioni europee. Anche Giovanni Villani nella sua Nuova Cronica parla dell'"assedio di Tiralli" nella primavera del 1347, quando il nuovo eletto Carlo IV cercava di assicurarsi il passaggio d'oltramonte.

### Stemma
Lo stemma mostra un'aquila rossa rostrata e membrata d'oro con graffe dello stesso colore su sfondo argento, sormontata da un ramo di tiglio verde. Le origini dello stemma risalgono al periodo medioevale, ed alla famiglia dei Conti di Tirolo, che avevano preso il nome dall'omonimo castello. Lo stemma è stato adottato nel 1970, anno in cui fu aggiunto il ramo di tiglio all'originale insegna.

## Monumenti e luoghi d'interesse

### Architetture religiose
- Chiesa della Natività di San Giovanni Battista

### Architetture civili
- Castel Auer
- Castel Fontana
- Castel San Zeno
- Castel Tirolo
- Castel Torre

## Società

### Ripartizione linguistica
La sua popolazione è in maggioranza di madrelingua tedesca mentre Italiano e Ladino sono presenti in quantità minima:
| %      | Ripartizione linguistica (gruppi principali) |
| ------ | -------------------------------------------- |
| 96,13% | madrelingua tedesca                          |
| 3,78%  | madrelingua italiana                         |
| 0,09%  | madrelingua ladina                           |

### Evoluzione demografica
Abitanti censiti

## Cultura
Da via del Castello si percorre una passeggiata che passa anche per un vecchio tunnel del 1600, sormontato dalle rovine di castel Rubein, e si raggiunge Castel Tirolo, un mirabile esempio di architettura medievale che custodisce al suo interno una vera e propria rassegna storica.
Museo dedicato all'agricoltura è invece quello di castel Fontana (Brunnenburg), residenza del famoso poeta statunitense Ezra Pound. E poi ancora Castel San Zeno (Zenoberg), Castel Auer (Schloss Auer) e la sentinella solitaria di castel Torre (Thurnstein), una torre massiccia circondata da terrazzamenti coltivati a vite.
All'interno di Castel Tirolo si trova il "Centro recupero avifauna". Il centro si prende cura dei rapaci feriti per reintrodurli gradualmente nel loro habitat. Due volte al giorno è possibile assistere anche alle dimostrazioni di volo di questi esemplari.
Nei dintorni, attraverso la passeggiata Tappeiner (Tappeinerweg), si raggiunge Merano, a soli 4 km da percorrere in macchina o in utilizzando l'alternativa più ecologica e panoramica, ovvero la seggiovia.

## Economia
L'economia si basa prevalentemente sulla presenza turistica (dalla primavera all'autunno) soprattutto germanica e austriaca.

## Amministrazione
| Periodo | Periodo   | Primo cittadino   | Partito | Carica  | Note |
| ------- | --------- | ----------------- | ------- | ------- | ---- |
| 2005    | 2010      | Ignaz Ladurner    | SVP     | Sindaco |      |
| 2010    | 2015      | Elisabeth Laimer  | SVP     | Sindaco |      |
| 2015    | in carica | Erich Ratschiller | SVP     | Sindaco |      |

## Sport
In paese si possono praticare diverse attività sportive, tra cui tennis, minigolf, beach volley.
Esistono anche strutture come la piscina, il poligono e una sala da bowling.